# ترانه‌های کریسمس از سیناترا
ترانه‌های کریسمس از سیناترا (انگلیسی: Christmas Songs by Sinatra) آلبومی با صدای فرانک سیناترا است که در سال ۱۹۴۸ منتشر شد.